# Brothers in Arms (singolo Dire Straits)
Brothers in Arms è un singolo del gruppo musicale rock Dire Straits, traccia conclusiva dell'omonimo album pubblicato nel 1985.
È stato con molta probabilità il primo singolo nella storia della musica a venire stampato su compact disc.

## Il brano
Il testo del brano è stato ispirato dalle tristi vicende della Guerra delle Falkland che si era all'epoca recentemente consumata. Il videoclip alterna le immagini della band con alcuni disegni di soldati in azione durante la prima guerra mondiale. La canzone appare all'interno del film di spionaggio Spy Game (2001) quando il personaggio di Robert Redford incontra quello di Brad Pitt dopo la Guerra del Vietnam e nella puntata finale della serie The Americans, quando Stan Beeman scopre l'inganno dei Jennings, ma che segna anche l'inizio della fine della guerra fredda con le trattative per START  (acronimo dell'espressione inglese Strategic Arms Reduction Treaty). L'episodio finale della seconda stagione della serie TV West Wing - Tutti gli uomini del Presidente, Le due cattedrali, si conclude con il brano dei Dire Straits, uno dei pochi episodi della serie a includere musiche non originali. Un altro uso di questo brano è nell'episodio conclusivo di The Grand Tour "One for the road" nella commovente scena finale.

## Tracce
1. Brothers in Arms (album version)
2. Going Home - Theme From 'Local Hero' (live)
3. Why Worry (strumentale)

## Classifiche
| Classifica (1985) | Posizione massima |
| ----------------- | ----------------- |
| Australia         | 57                |
| Irlanda           | 10                |
| Nuova Zelanda     | 5                 |
| Paesi Bassi       | 59                |
| Regno Unito       | 16                |